# Hrvoje Šarinić
Hrvoje Šarinić (ur. 17 lutego 1935 w Sušaku, zm. 21 lipca 2017 w Zagrzebiu) – chorwacki polityk i inżynier, posiadający również obywatelstwo francuskie. Działacz Chorwackiej Wspólnoty Demokratycznej (HDZ), premier Chorwacji w latach 1992–1993.

## Życiorys
Urodził się w Sušaku, gdzie jego ojciec był burmistrzem i działaczem Chorwackiej Partii Chłopskiej. Po II wojnie światowej i śmierci ojca jego rodzina została pozbawiona majątku przez władze komunistyczne. Ukończył budownictwo na Uniwersytecie w Zagrzebiu, po czym pracował jako inżynier. W 1963 uzyskał trzymiesięczne stypendium we Francji, pozostał na emigracji, otrzymując później francuskie obywatelstwo. Pracował we francuskich przedsiębiorstwach we Francji i Republice Południowej Afryki. Pełnił m.in. funkcję dyrektora generalnego firmy budującej elektrownie atomowe, jak również kierował budowami elektrowni. W latach 80. reprezentował francuski przemysł atomowy w Chorwacji, następnie był dyrektorem zarządzającym koncernu budowlanego w Maroku.
W 1989 zaangażował się w działalność polityczną w ramach Chorwackiej Wspólnoty Demokratycznej. Stał się jednym z najbliższych współpracowników Franja Tuđmana. W 1990 po objęciu przez lidera HDZ urzędu prezydenta Hrvoje Šarinić został szefem jego kancelarii.
12 sierpnia 1992, po zwycięstwie HDZ w wyborach parlamentarnych, został powołany na premiera Chorwacji w miejsce Franja Greguricia. Urząd ten sprawował do 3 kwietnia 1993. Jego gabinet urzędował w okresie działań wojennych w Chorwacji oraz Bośni i Hercegowinie, a także problemów gospodarczych wynikających z wysokiej inflacji. Kontrowersje wzbudziła przeprowadzona w tym czasie prywatyzacja dziennika „Slobodna Dalmacija”.
Po odejściu ze stanowiska powrócił do administracji prezydenckiej. Kierował zespołem negocjacyjnym w rozmowach z Serbami z Republiki Serbskiej Krajiny, w ramach tajnych misji pokojowych kilkanaście razy spotykał się ze Slobodanem Miloševiciem. Wziął także w 1995 udział w podpisaniu ugody z Erdut. Na prośbę schorowanego prezydenta pozostał w jego kancelarii. Odszedł z niej ostatecznie w 1998 na skutek konfliktu z politykiem HDZ Iviciem Pašaliciem, którego w tym sporze wsparł Franjo Tuđman. Od 2000 krótko działał w nowo powołanym Centrum Demokratycznym.

## Odznaczenia
- Wielki Order Króla Petara Krešimira IV (1995)[6]